# Astor Court

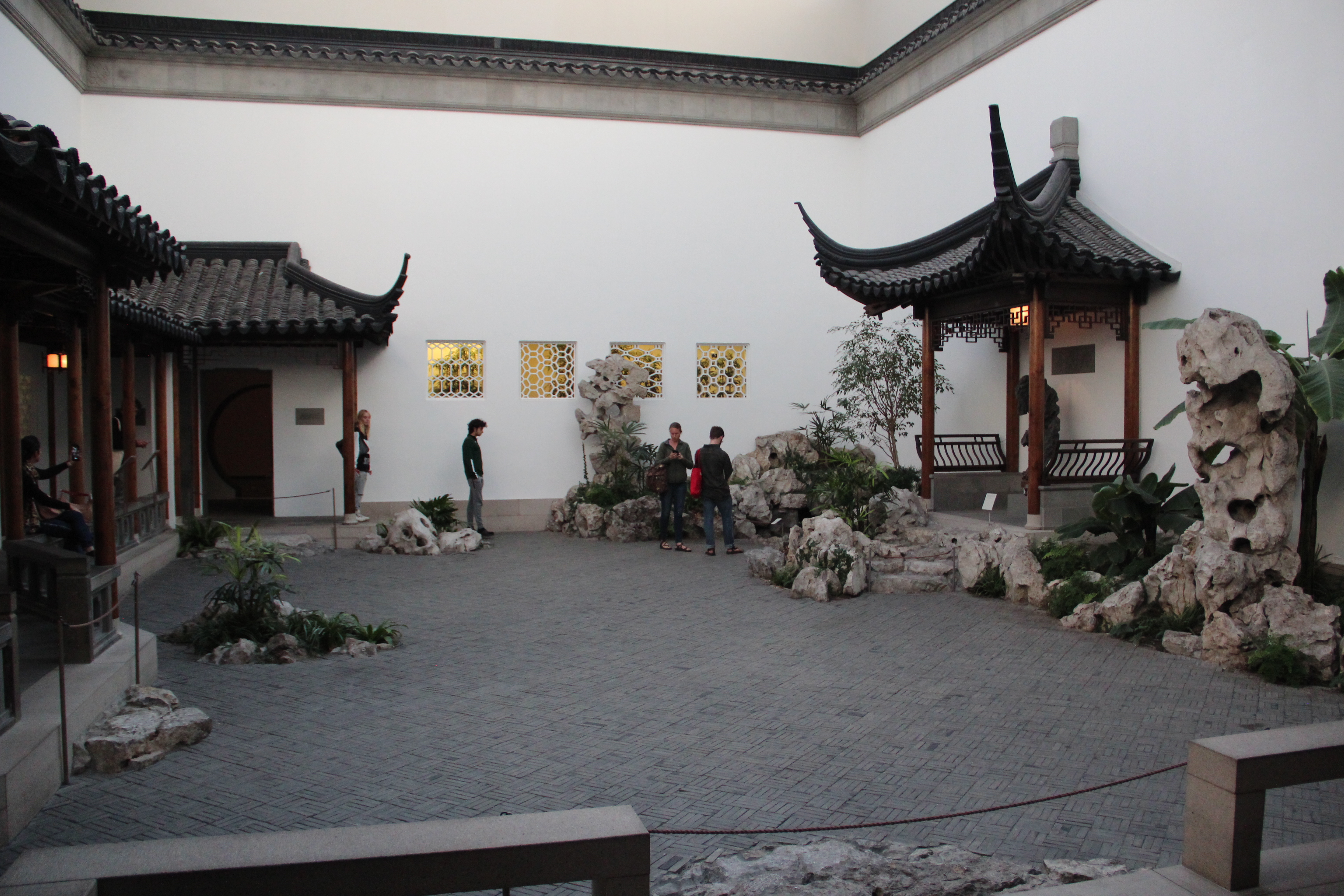
La cour d'Astor

La cour Astor, située dans le Metropolitan Museum of Art de New York, est une recréation d'une cour-jardin chinoise de style dynastie Ming. Elle est également connue sous le nom de salle Ming (明軒).
Premier échange culturel permanent entre les États-Unis et la République populaire de Chine, l'installation a été achevée en 1981. Conçue par l'administratrice du musée Brooke Astor, la cour a été créée et assemblée par des artisans experts de Chine à l'aide de méthodes, de matériaux et d'outils à main traditionnels.

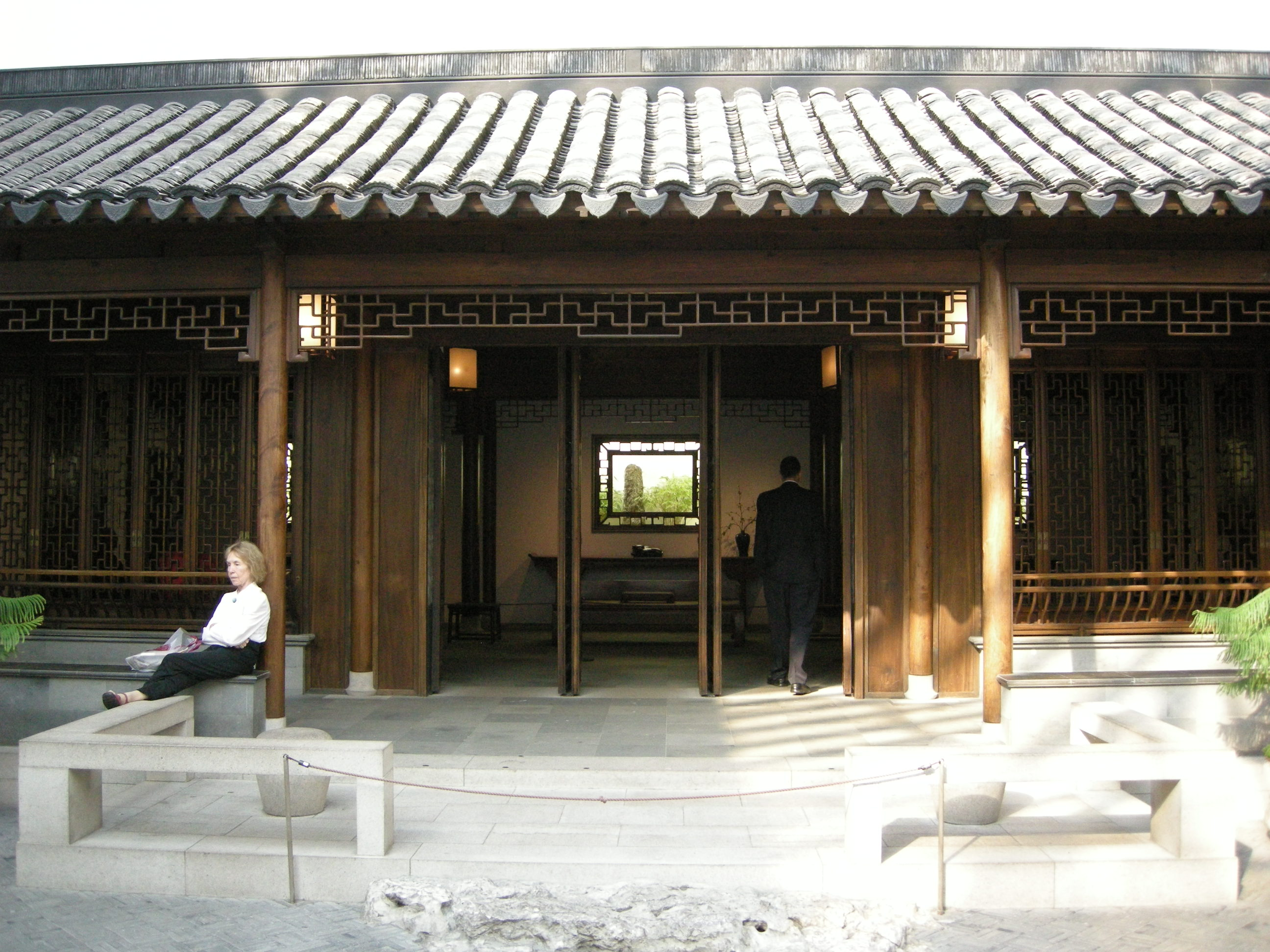

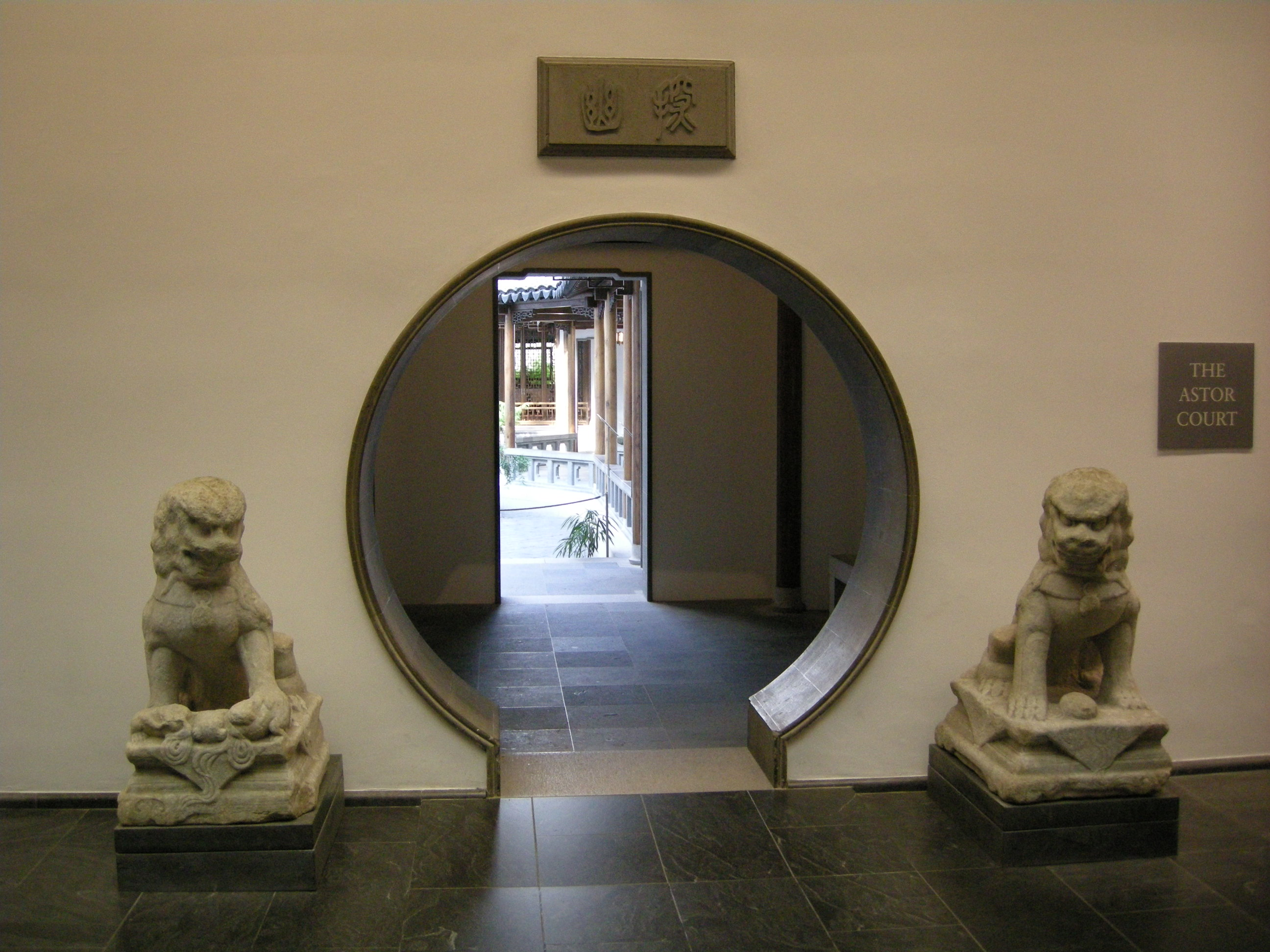
L'entrée de la porte de la Lune

## Origine
La conception du jardin chinois du musée est basée sur une petite cour dans le jardin d'un érudit de la ville de Suzhou, en Chine, appelée Wang Shi Yuan, le jardin du Maître des filets. Les déclarations des responsables du musée attribuent à Astor l'idée de l'installation, déclarant qu'elle se souvenait de tels jardins d'une période de son enfance passée à Pékin, en Chine, "et pensait qu'une telle cour serait idéale comme point focal pour l'installation d'art extrême-oriental" . Le musée avait acheté une collection de meubles domestiques de la dynastie Ming en 1976 avec des fonds provenant en partie de la Fondation Vincent Astor. Le hall adjacent à la cour et architecturalement unifié avec elle a été créé pour fournir un espace approprié pour exposer cette collection.
En 1977, Wen Fong, consultant spécial pour les affaires d'Extrême-Orient au Metropolitan Museum et professeur à l'Université de Princeton, se rend en Chine et visite des jardins à Suzhou avec le professeur Chen Congzhou, historien de l'architecture de l'Université Tongji. C'était leur décision que la cour du Dian Chun Yi, une petite partie du Jardin du Maître des Filets, devait servir de base à l'installation du musée, pour plusieurs raisons. Les dimensions de la petite cour étaient adaptées à la zone que le musée avait en tête. De plus, son plan de base semblait être relativement inchangé par rapport à sa construction d'origine, comme le suggèrent sa "simplicité absolue et ses proportions harmonieuses". L'artiste et scénographe Ming Cho Lee, travaillant à partir de divers croquis architecturaux et photographies, a créé des dessins et un modèle pour la cour d'Astor qui a été partagé avec l'administration du jardin de Suzhou. Les responsables de Suzhou ont répondu positivement et ont proposé un certain nombre de modifications. Ils ont offert des photographies des roches de Taihu qu'ils souhaitaient insérer à la conception, et fin 1978, un accord a été signé pour le projet.
En Chine, la construction d'un prototype permanent a commencé à Suzhou,. Les matériaux et éléments en bois et en céramique ont été fabriqués en Chine et expédiés à New York, où l'assemblage a commencé en janvier 1980. L'Astor Court a ouvert en juin 1980.

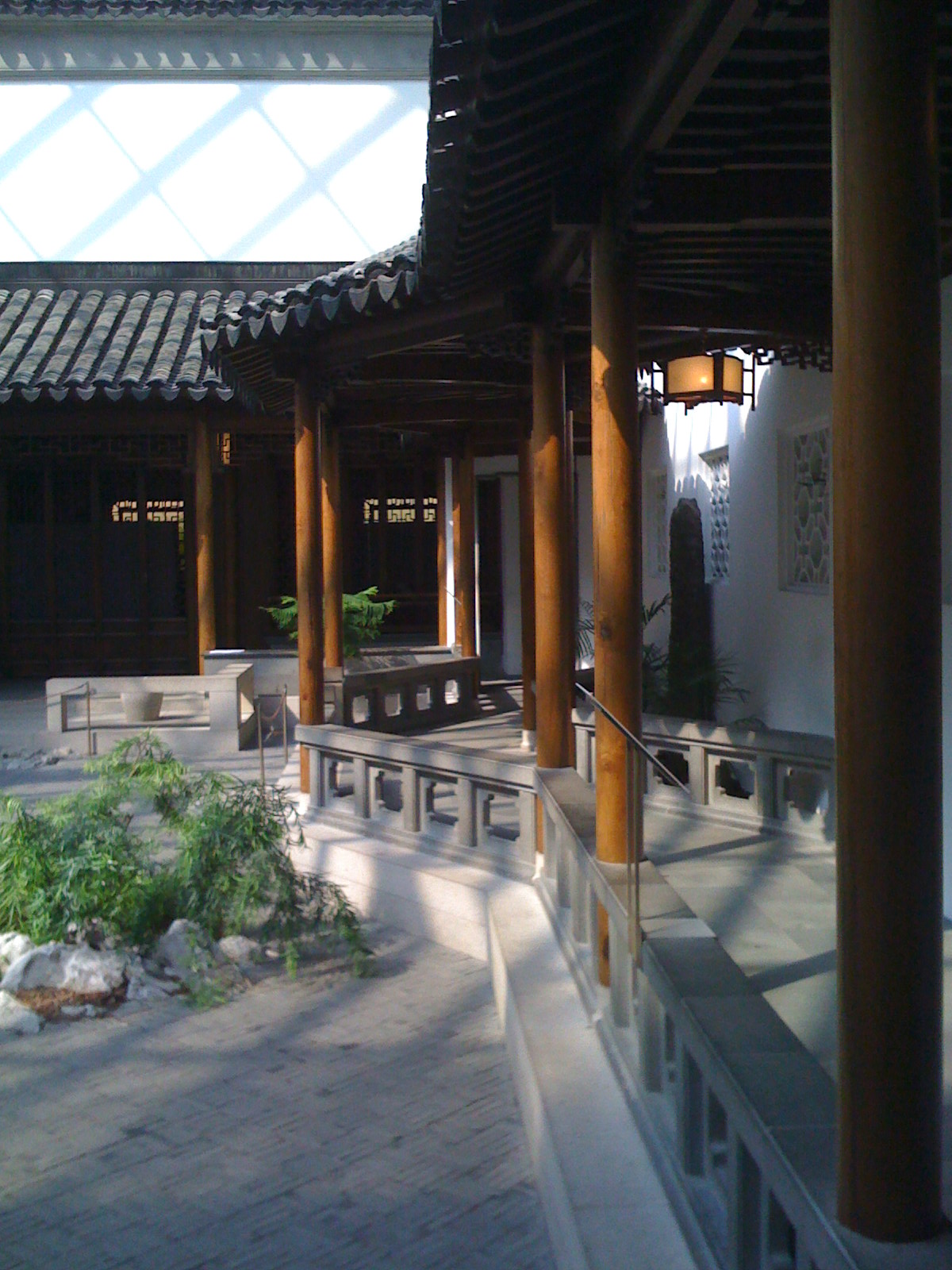

## Dans la culture populaire
Dans le livre de Jonathan Lethem, Chronic City (2009), le protagoniste rencontre un autre personnage dans la cour d'Astor et, séparément, un autre personnage mentionne avoir partagé un baiser là-bas.

## Lectures
- Nature Within Walls: The Chinese Garden Court at The Metropolitan Museum of Art (Une vidéo éducative racontée par Maxwell Hearn, conservateur Douglas Dillon, Department of Asian Art, Metropolitan Museum of Art) http://www.metmuseum.org/explore/publications /pdfs/jardin_chinois/jardin_chinois.pdf
- Keswick, Maggie. Le jardin chinois : histoire, art et architecture . New York : Rizzoli, 1978.
- Astorcourt.net Cour d'Astor  https://web.archive.org/web/20100902175037/http://astorcourt.net/